# Helvibotys freemani
Helvibotys freemani là một loài bướm đêm trong họ Crambidae.